# Prodotto cartesiano

Prodotto cartesiano degli insiemi e

In matematica il prodotto cartesiano di due insiemi {\displaystyle A} e {\displaystyle B} è l'insieme delle coppie ordinate {\displaystyle (a,b)} con {\displaystyle a} in {\displaystyle A} e {\displaystyle b} in {\displaystyle B}. Formalmente:
{\displaystyle A\times B:=\{(a,b):a\in A\;\land \;b\in B\}.}
Se {\displaystyle A} e {\displaystyle B} sono insiemi distinti, i prodotti {\displaystyle A\times B} e {\displaystyle B\times A} sono formalmente distinti, anche se sono in naturale corrispondenza biunivoca.
Il prodotto cartesiano può essere esteso alla composizione di {\displaystyle n} insiemi considerando l'insieme delle {\displaystyle n}-uple ordinate:
{\displaystyle A_{1}\times A_{2}\times \cdots \times A_{n}:=\{(a_{1},a_{2},\ldots ,a_{n}):a_{i}\in A_{i}\;\forall i=1,\ldots ,n\}.}
Possiamo identificare in modo canonico {\displaystyle A_{1}\times A_{2}\times \cdots \times A_{n}} con {\displaystyle A_{1}\times (A_{2}\times \cdots \times A_{n})}; in questo modo il prodotto cartesiano risulta naturalmente associativo.
Il prodotto cartesiano di {\displaystyle n} copie di un insieme {\displaystyle A} viene indicato con {\displaystyle A^{n}} e può essere chiamato potenza cartesiana. Si osserva che questo insieme si può identificare con l'insieme delle funzioni dall'insieme {\displaystyle \{1,2,\ldots ,n\}} in {\displaystyle A}.

## Proprietà del prodotto cartesiano
Il numero di elementi (o cardinalità) del prodotto cartesiano di due insiemi è il prodotto del numero di elementi dei due insiemi. Generalizzando, il numero di elementi del prodotto cartesiano di {\displaystyle n} insiemi è il prodotto del numero di elementi di ogni insieme.
Gli elementi di questi prodotti cartesiani si chiamano anche sequenze finite; quando gli insiemi fattore coincidono e sono finiti si usa anche il termine disposizioni con ripetizione. Ricordiamo anche che vengono detti stringhe o parole gli elementi della potenza cartesiana {\displaystyle n}-esima di un alfabeto, insieme finito di oggetti semplici che si possono chiamare caratteri, lettere o simboli.
Ogni sottoinsieme del prodotto cartesiano di due insiemi costituisce una relazione binaria. Le matrici sono le funzioni che hanno come dominio un prodotto cartesiano.
Il prodotto cartesiano è una costruzione formale molto utilizzata in matematica per costruire insiemi complessi a partire da insiemi semplici; se gli insiemi di partenza hanno qualche struttura aggiuntiva (ad esempio una topologia, o una struttura di gruppo) è spesso possibile costruire una struttura analoga sul loro prodotto cartesiano.

## Prodotto cartesiano generalizzato
Il prodotto cartesiano è definito anche su una quantità infinita di insiemi. Siano {\displaystyle X_{i}}, con {\displaystyle i\in I}, degli insiemi parametrizzati da un insieme di indici {\displaystyle I}. Definiamo il loro prodotto come:
{\displaystyle \prod _{i\in I}X_{i}:=\{f\colon I\to \bigcup _{i\in I}X_{i}\ |\ f(i)\in X_{i}\;\forall i\},}
e cioè come l'insieme delle funzioni definite su {\displaystyle I} che mandano ogni elemento {\displaystyle i} in un elemento di {\displaystyle X_{i}}. Se {\displaystyle I} è un insieme finito {\displaystyle \{1,2,\ldots ,n\}} questa definizione di prodotto cartesiano coincide con quella data sopra.

### Relazione con l'assioma della scelta
L'assioma della scelta si può riformulare in termini di proprietà del prodotto cartesiano generalizzato; più precisamente si può dimostrare essere equivalente alla seguente affermazione:
Il prodotto cartesiano generalizzato di una famiglia {\displaystyle {\mathcal {F}}=\{A_{i}:i\in I\}} non vuota di insiemi non vuoti è non vuoto
che viene talvolta chiamata assioma moltiplicativo.

## Esempi di interesse geometrico
Il piano cartesiano è costruito come prodotto cartesiano {\displaystyle \mathbb {R} \times \mathbb {R} } di due copie della retta reale. Questa costruzione è stata introdotta da Cartesio ed è alla base della geometria analitica; da essa deriva il nome del prodotto che stiamo presentando. Analogamente lo spazio tridimensionale è il prodotto cartesiano {\displaystyle \mathbb {R} ^{3}} di tre copie della retta reale e lo spazio delle ennuple di numeri reali {\displaystyle \mathbb {R} ^{n}} è la sua generalizzazione {\displaystyle n}-dimensionale. Simili costruzioni si possono ottenere con prodotti cartesiani di insiemi come i numeri interi, i numeri razionali o gli insiemi di classi di resti.
Un altro esempio di oggetto geometrico costruito tramite il prodotto cartesiano è il toro, dato dal prodotto cartesiano di due circonferenze; la sua generalizzazione {\displaystyle n}-dimensionale è definita come il prodotto cartesiano di {\displaystyle n} circonferenze.
Se facciamo il prodotto di una quantità numerabile di copie di {\displaystyle \mathbb {R} }, parametrizzate con un numero naturale {\displaystyle 1,2,\dots } (quindi l'insieme di indici {\displaystyle I} è l'insieme dei numeri naturali), otteniamo l'insieme delle successioni di numeri reali. Analogamente possiamo definire ad esempio l'insieme delle successioni di numeri interi o razionali.

## Strutture prodotto
Il prodotto cartesiano viene utilizzato per quel genere di costruzione che a partire da due o più strutture di una qualsiasi specie porta alla corrispondente struttura prodotto o a qualche sua variante. In particolare si può fare riferimento ai seguenti articoli e termini: 
- Prodotto diretto di gruppi
- Prodotto semidiretto di gruppi
- Prodotto diretto di anelli
- Prodotto diretto di spazi vettoriali
- Prodotto diretto di algebre
- Prodotto diretto di insiemi ordinati
- Topologia prodotto
- Varietà prodotto

Dal punto di vista della teoria delle categorie il prodotto cartesiano è un prodotto diretto nella categoria degli insiemi.

## Prodotto cartesiano di funzioni
Se {\displaystyle f} è una funzione da {\displaystyle A} in {\displaystyle B} e {\displaystyle g} una funzione da {\displaystyle C} in {\displaystyle D}, si definisce come loro prodotto cartesiano e si denota con {\displaystyle f\times g} la funzione da {\displaystyle A\times C} in {\displaystyle B\times D} data da
{\displaystyle (f\times g)(a,c):=(f(a),g(c)).}

## Unione di potenze cartesiane
La unione di tutte le potenze cartesiane positive e la poco diversa unione di tutte le potenze cartesiane naturali di alcuni insiemi costituiscono ambienti nei quali si collocano vantaggiosamente determinate entità. Consideriamo in particolare
{\displaystyle \bigcup _{n=1}^{\infty }\mathbb {R} ^{n}.}
Si tratta dell'insieme delle sequenze di lunghezza positiva arbitraria di numeri reali. Per tale insieme si usa anche la scrittura {\displaystyle R^{+}} e viene chiamata cross chiusura dell'insieme {\displaystyle \mathbb {R} }. Gli elementi di questo insieme si possono identificare con i polinomi di grado positivo con coefficienti in {\displaystyle \mathbb {R} }.
Costruzione poco diversa è quella che conduce alla cosiddetta star chiusura di un insieme. Consideriamo in particolare le potenze dell'insieme dei numeri complessi e l'unione
{\displaystyle \mathbb {C} ^{\star }:=\bigcup _{n=0}^{\infty }\mathbb {C} ^{n}.}
Si tratta dell'insieme delle sequenze di lunghezza arbitraria di numeri complessi e gli elementi di questo insieme si possono identificare con i polinomi di grado qualsiasi (non solo positivo) con coefficienti complessi. Questa costruzione si pone alla base delle considerazioni dello spazio vettoriale costituito dai polinomi in una variabile.
Altre interessanti costruzioni formali di questo genere sono quelle del semigruppo libero e del monoide libero su un dato alfabeto.